# 劉黃
湖阳公主刘黄，是东汉光武帝刘秀的大姐。
建武元年（公元25年），刘秀遣使迎妻阴丽华与湖阳公主、妹宁平公主刘伯姬一同到洛阳。

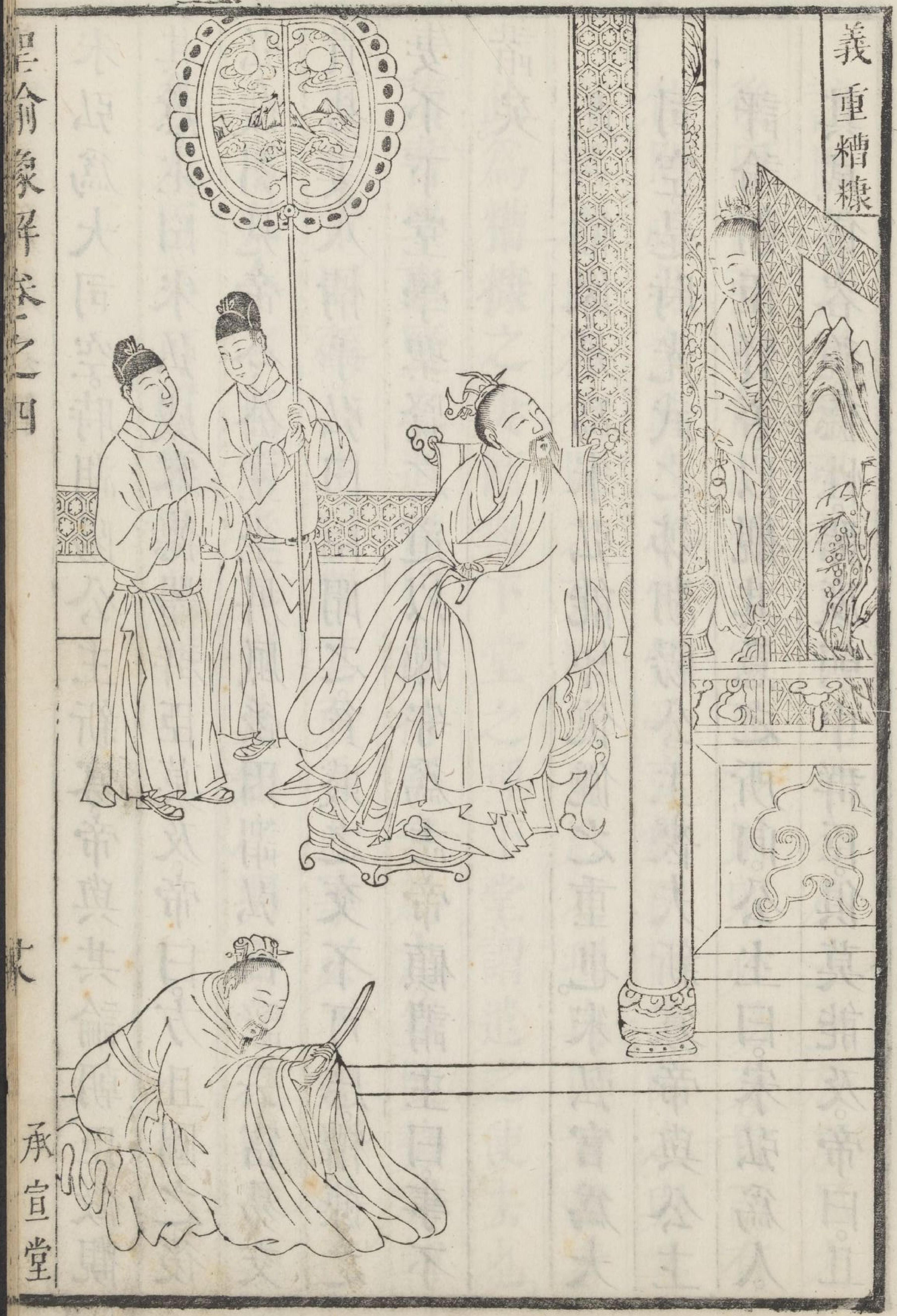
《聖諭像解》 義重糟糠：宋弘（下跪者）向光武帝(中)拒絕湖阳公主（左）

建武二年（公元26年）二月，湖阳公主的丈夫骑都尉胡珍刚过世不久，公主想再嫁，中意大司空宣平侯宋弘，并暗示光武帝。但在光武帝试探宋弘时，宋弘却说“贫贱之知不可忘，糟糠之妻不下堂”，表示不会抛弃结发妻子，拒绝了公主的美意。光武帝也只得回头对坐在屏风后的公主说：“这事不成了。”
建武十九年（公元43年）闰正月，湖阳公主的家仆大白天杀人后躲在公主府中，官吏懾於公主之威，不敢抓捕家僕。后来公主出行时让这个家仆陪同乘车，洛阳令董宣在夏门亭拦住公主，厲聲斥責公主的过失，将家仆喝下车来当场格杀。公主認為董宣失敬於她，就回到皇宮，向光武帝告狀。光武帝聽說有人欺侮大姐，大為震怒，當即下旨召見董宣，想箠杀他，但董宣据理力争，撞柱自杀，血流满面，光武帝為了阻止董宣自殺，就命左右侍從將其抓住，迫使他给公主叩头谢罪，董宣不从，侍從强行按他，董宣两手据地，不肯俯首。公主问：“文叔（光武帝的字）是布衣的时候，藏匿亡命徒，官吏不敢上门；现在做了天子，天威所到还不能让一个县令执行命令吗？”光武帝笑道：“天子和布衣不同！”称董宣为“强项令”，命人放他出宮，并赐钱三十万，董宣全部轉賜给手下的官吏们。从此董宣搏击豪强，京师莫不震慄。广汉太守蔡茂喜爱董宣刚正，趁机上书，指责光武帝不问事由就要箠杀董宣，幸好赦免了他，建议制约横行的外戚和宾客，光武帝采纳之。
金世宗大定二十八年（1188年）十一月，金世宗对宰相们说到自己近日读《后汉书》，赞扬光武帝刘秀。右丞张汝霖举了董宣的例子。金世宗认为光武帝闻直言而怒解，可谓贤主，但令董宣对公主道歉就不对了。